# Albert Goutal
Albert Goutal (* 1. Dezember 1918 in Piriac-sur-Mer; † 2. Mai 2009 in Batz-sur-Mer) war ein französischer Radrennfahrer und nationaler Meister im Radsport.

## Sportliche Laufbahn
Goutal war im Straßenradsport und im Bahnradsport aktiv. 1938 wurde er Unabhängiger, später Berufsfahrer und blieb, unterbrochen vom Zweiten Weltkrieg, bis 1952 als Radprofi aktiv. 1941 gewann er die nationale Meisterschaft im Straßenrennen der Profis in der okkupierten Zone Frankreichs. Weitere Siege gelangen ihm im Grand Prix d’Île-de-France und auf einer Etappe des Circuit de France 1942. In der Algerien-Rundfahrt 1949 gewann er eine Etappe. 1941 wurde Goutal Zweiter bei Paris–Tours hinter Paul Maye und bei Bordeaux–Angoulême. In der Tour de France 1939 schied er aus.
Auf der Bahn siegte er im Prix Dupré-Lapize, einem traditionsreichen Zweier-Mannschaftsfahren auf der Radrennbahn des Vélodrome d’Hiver in Paris.